# جاكوب تورنفليت

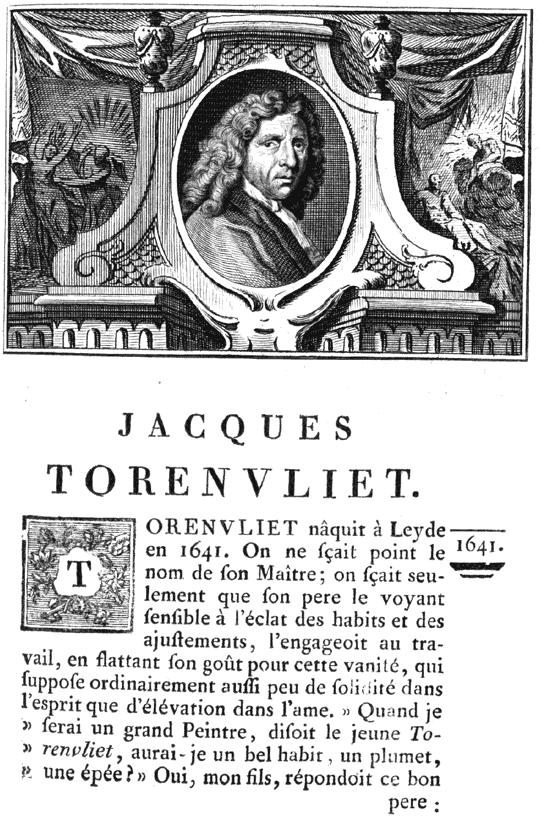
جاكوب تورنفليت

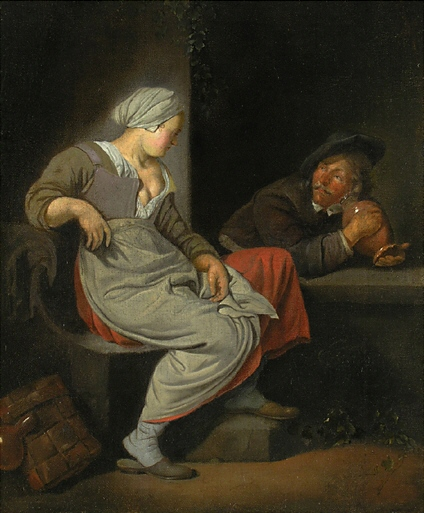
ترينكندر باور ومجد

جاكوب تورنفليت 1640–1719كان رسامًا هولنديًا من العصر الذهبي للأعمال الفنية .

## سيرة شخصية
ولد تورنفليت في ليدن لأبراهام تورنفليت [الإنجليزية] 1620–1692 رسام زجاج ومدرب رسم. درس تورينفليت الأصغر الفن لأول مرة مع فرانس فان ميريس الأكبر وماتيس نايفو الذين كانوا يدرسون أيضًا مع والده وهو مدرس رسم محترم. لاحقًا مثل زملائه الطلاب، درس مع جيريت دوصهر والده حتى عام 1659عندما بدأ جولته الكبرى .

## روابط خارجية
- أعمال فنية من تورنفليت
- تورنفليت في كورتولد

قالب:ACArt